# Robert Koch
Robert Koch, właściwie: Heinrich Hermann Robert Koch (ur. 11 grudnia 1843 w Clausthal, zm. 27 maja 1910 w Baden-Baden) – niemiecki naukowiec, lekarz i mikrobiolog. Laureat Nagrody Nobla w dziedzinie fizjologii lub medycyny w 1905 za badania nad gruźlicą.

## Życiorys
W 1866 ukończył studia medyczne na Uniwersytecie w Getyndze. Po odbyciu praktyki w Hamburgu, osiedlił się w Wolsztynie, gdzie w latach 1872–1880 pracował jako lekarz obwodowy. W 1876 odkrył i opisał laseczkę wąglika, a dwa lata później zarodniki gronkowca występującego u bydła. W latach 1880–1885 był współpracownikiem Cesarskiego Urzędu Zdrowia w Berlinie, w charakterze radcy stanu i członka rzeczywistego. W 1885 otrzymał nominację na profesora higieny i bakteriologii na Uniwersytecie w Berlinie oraz tytuł tajnego radcy medycznego. W latach 1891–1904 był dyrektorem berlińskiego Instytut Chorób Zakaźnych, przemianowanego później na Robert Koch-Institut.
24 marca 1882 Koch ogłosił, że wyodrębnił bakterię wywołującą gruźlicę (prątek Kocha). W 1890 wykorzystując zabite prątki gruźlicy uzyskał tuberkulinę i sądził, że znalazł lekarstwo na tę chorobę. Preparat jako lek był nieskuteczny, ale okazał się ogromnie przydatny w diagnostyce gruźlicy (próba tuberkulinowa). Aż do 1903 Koch badał naturę gruźlicy oraz metody jej leczenia w szpitalu im. Augusta Hohenlohe w Sławięcicach. W 1905 za prace nad gruźlicą otrzymał Nagrodę Nobla.
Koch, obok Ludwika Pasteura, był jednym z twórców mikrobiologii lekarskiej. Udoskonalił techniki badań bakteriologicznych, wprowadzając nowe metody hodowli kultur bakterii na żelatynie oraz nowy sposób ich barwienia. W 1892 sformułował zbiór reguł diagnostycznych, znanych jako postulaty Kocha, pozwalających określić, czy dany mikroorganizm rzeczywiście jest czynnikiem chorobotwórczym.
Kierował badaniami nad cholerą (w 1883 potwierdził, że przecinkowiec cholery faktycznie wywołuje tę chorobę), malarią, biegunką, jaglicą, tyfusem, dżumą oraz różnymi chorobami bydła, m.in. zarazą bydlęcą i gorączką teksaską. Opracował metodę sterylizacji z wykorzystaniem pary wodnej, niszczącej formy przetrwalnikowe wąglika (aparat Kocha). Swoją pracą przyspieszył rozwój higieny i metod dezynfekcji.
W Wolsztynie, w budynku, w którym Koch mieszkał i pracował, znajduje się poświęcone mu muzeum, a w oficynie budynku mieści się Stowarzyszenie Naukowe oraz Fundacja im. Roberta Kocha.

## Odznaczenia, nagrody, wyróżnienia
- 1897 – członkostwo w Royal Society w Londynie (ForMemRS)[8]
- 1890 – Krzyż Wielki Orderu Czerwonego Orła[2]
- 1904 – członkostwo w Pruskiej Akademii Nauk
- 1905 – Nagroda Nobla w dziedzinie fizjologii lub medycyny
- 1906 – Order Pour le Mérite für Wissenschaften und Künste (za zasługi w dziedzinie nauki i sztuki)
- 1906 – Order Wilhelma (Hesja)
- 1909 – Bawarski Order Maksymiliana za Naukę i Sztukę